# Mario Trujillo García
Mario Trujillo García (Villahermosa, 21 de enero de 1920-Ciudad de México, 10 de enero de 2007) fue un político y abogado mexicano que se destacó por ser gobernador de Tabasco entre 1971 a 1976.

## Biografía
Trujillo fue diputado a la XLVII Legislatura del Congreso de la Unión de México. Fue postulado candidato del PRI a Gobernador de Tabasco en 1970 tras el fallecimiento en campaña del primer candidato nominado, Agapito Domínguez Canabal, y una vez electo sustituyó a Manuel R. Mora como gobernador de Tabasco el 1 de enero de 1971, cargo en el que permaneció hasta 1977, en una época de importantes cambios políticos y socioeconómicos. Durante su mandato se construyeron en Villahermosa, la capital del estado, la Ciudad Industrial, un Anillo Periférico y un Centro de Readaptación Social.
Permaneció en la vida pública hasta poco antes de su muerte. Mario Trujillo García fue una figura de gran prestigio dentro del PRI, cuya opinión se consultaba a menudo, y crítico con las corrientes tecnocráticas en la política. Dos de sus hijas, Georgina y Graciela Trujillo, tienen en la actualidad cargos políticos importantes.